# Hippocrepis rupestris
Hippocrepis rupestris är en ärtväxtart som beskrevs av Francisco Bellot Rodríguez. Hippocrepis rupestris ingår i släktet hästskoklövrar, och familjen ärtväxter. Inga underarter finns listade i Catalogue of Life.